# Fläckig pansarmal
Fläckig pansarmal (Corydoras paleatus) är en pansarmal tillhörande släktet Corydoras. Tidigare vetenskapliga namn (synonymer) för den fläckiga pansarmalen har varit Corydoras marmoratus och Callichthys paleatus.
Den fläckiga pansarmalen förekommer i den nedre delen av Paranáfloden. Den hittas även i angränsande floder i delstaten Rio Grande do Sul i södra Brasilien, i Uruguay och i norra Argentina.
Den blir ungefär 6 centimeter stor, och en mycket fredlig invånare i akvariet. 
Arten har endast tre stora svarta fläckar längs varje sidolinje medan Corydoras microcephalus har fyra till fem fläckar per sida. Ett exemplar vägde 11,2 g. I ryggfenan förekommer en tagg och 8 mjuka fenstrålar. Fläckig pansarmal har 6 mjuka fenstrålar och inga taggar i analfenan.
Honan lägger 2 till 4 ägg per tillfälle och håller äggen fast mellan bröstfenorna. Sedan befruktas äggen i cirka 30 sekunder av hanen. Därpå fäster honan äggen vid ett lämpligt gömställe. Detta förfaringssätt upprepas flera gånger tills cirka 100 ägg är placerade.